# Черновское (Вачский район)
Черновское — деревня в Вачском районе Нижегородской области. Входит в состав Филинского сельсовета.

## История
Деревня впервые упоминается в окладных книгах 1676 года в составе Кубовского прихода, в ней было 15 дворов крестьянских и 2 бобыльских.
В конце XIX — начале XX века деревня входила в состав Монаковской волости Муромского уезда Владимирской губернии. В 1859 году в деревне числилось 31 дворов, в 1905 году — 71 дворов, в 1926 году — 95 дворов.
С 1929 года деревня являлась центром Черновского сельсовета Вачского района Горьковского края, с 1936 года — в составе Горьковской области, с 1954 года — в составе Филинского сельсовета.

## Население
| 1859 | 1905 | 1926 | 1999 | 2002 | 2010 |
| ---- | ---- | ---- | ---- | ---- | ---- |
| 269  | ↗308 | ↗439 | ↘175 | ↘163 | ↘91  |